# チャーチル歩兵戦車
チャーチル歩兵戦車（チャーチルほへいせんしゃ、Mk.IV Churchill Infantry tank）は、第二次世界大戦期のイギリスの歩兵戦車(40トン級)である。
本車には当時の首相ウィンストン・チャーチルの先祖である初代マールバラ公、ジョン・チャーチルの名前がつけられた。

## 概要
多武装戦車A20を元にA22として小型化したもので、原型のA20はハーランド・アンド・ウルフ社で開発されたものであるが、A22への抜本的な改良はGM傘下の英国法人である中堅自動車メーカーのボクスホール・モーターズ社が手掛け、量産も同社が行った。搭載エンジンのネーム「ベドフォード」は、本来ボクスホール社の商用車部門のブランドである。
フランスに派遣したイギリス海外派遣軍が戦車を含む大量の重機材をダンケルクの戦いにおいて遺棄して撤退したこと、同時にナチス・ドイツによる電撃戦により戦車の地上戦闘における重要性が増したことによる逼迫した戦車事情により、満足に性能テストもできないまま量産が開始され、1941年6月に部隊配備が開始された。特に超信地旋回も可能なメリット・ブラウン操行装置（英語版）はトラブルを多発したが、メーカーの対策チームを前線に派遣するなどして対応、後に完全に改修されている。第二次世界大戦の末期まで生産と運用が続けられた。実戦からの情報をフィードバックして改良を重ねたため、多くの派生型がある。
ノルマンディー上陸作戦以降の西部戦線において制空権を掌握した連合軍とドイツによる機動戦はもはやなかった。第一次世界大戦当時の古い設計思想のため機動戦が出来ないほどの低速ではあったが、大口径砲でないと打ち破れない重装甲を誇り、歩兵戦車としては十分に活躍した。堅実な歩兵戦車は、機動戦以外では戦術的に合理的な戦車となった。歩兵戦車の名のとおり、鈍足でも歩兵が移動できる場所であれば必ず移動できる走破能力が優先された。
この戦車の最大の特徴は、車体よりも大きくはみ出している履帯であろう。現代戦車どころか当時の戦車と比較しても駆動部分と戦車としての部分の比率がいびつな戦車は存在しなかった。だがそのことが後にこの戦闘車両を戦場で不可欠なものとする。
重量1トンあたり10馬力以下で重量に対し馬力不足だが、低速ギアのギア比が大きいため低速での走破能力は高く、超堤能力が120センチあり高い超堤能力のために誘導輪（フロントアイドラ）は他の戦車よりも高い位置についている。超壕能力は370センチもあり不整地走破能力は突出して高く急斜面や湿地、森林といった悪路での機動力が高かった。
他の英軍歩兵戦車同様、チャーチルもソ連にMk.III及びIVの253輌がレンドリース法に基づいて輸送され、親衛重戦車連隊に配備されロシア語風に「チェールチリ」(Черчилль)と呼ばれた。これらは重量に見合った装甲の頑丈さや、ソ連製重戦車より勝る機械的信頼性が評価された。東部戦線での最初の活躍は、1943年1月の第48親衛重戦車連隊の配備車輌によるスターリングラード解放を巡る戦いで、以降もクルスクの戦い、レニングラード解放、エストニア解放、キエフ解放などで活躍している。しかし、その後の冷戦開始や反共主義者であるチャーチルの名を持つため、この事実は長い間隠蔽されていた。例えばクルスクの戦いで英雄的な活躍をしたとされるスクリプキン大隊の装備車輌は、ソ連の公式戦史（ML研究所・編『第二次大戦史』）などではKV-1重戦車とされていたが、実際はチャーチルであったことが、ソビエト連邦の崩壊後の情報公開で判明している。

## 戦歴

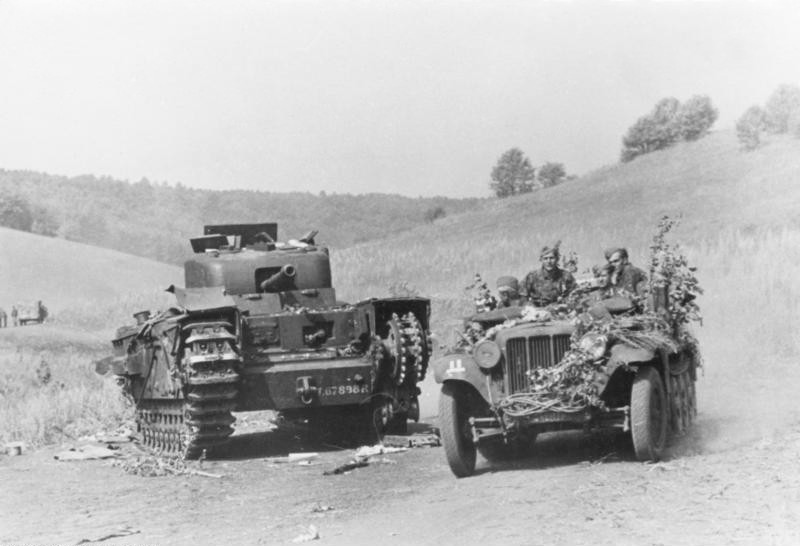
クルスクの戦いで撃破されたソ連軍親衛重戦車連隊のチャーチルMk.IV。右はドイツ・第2SS装甲軍団の半装軌車（Sd Kfz 10）。

チャーチル歩兵戦車の初陣は、1942年8月のディエップ上陸作戦 （ジュビリー作戦）であった。第14陸軍直轄戦車大隊（カルガリー連隊）の37輌が三波にわたり投入（第四波は未投入）されたが、多くが水没または海岸で撃破または擱坐、上陸して戦闘に参加できたのはうち17輌だけであった。そして損害の大きさから作戦は中止され6輌のみが海岸に撤退できたものの、脱出し本国に生還できた戦車兵はわずか1名であった。しかし、敵砲火によって撃破されたものはわずか2輌に過ぎず、防御力の高さだけは立証された。
以後、北アフリカ戦線やイタリア戦線などにおいて主に歩兵支援に投入され、地味だが重要な存在となった。また、上記のようにソ連への援助車輌としても活躍した。
ノルマンディー上陸作戦では、ジュビリー作戦での失敗の反省から、第79機甲師団がチャーチルをベースにした各種の特殊工作車輌（通称ホバーツ・ファニーズ）を多数装備し、分散配備され活躍した。後に正式採用されたチャーチルAVREは、その重装甲と悪路走破性が重用され、歩兵戦車型が退役した後も長く用いられた。

## バリエーション
Mk.I
6ポンド砲が間に合わず、威力不足とは分かっていながら主砲として2ポンド砲を搭載した型。当時2ポンド砲には榴弾が無かったため、副砲として車体前部に3インチ榴弾砲が取り付けられた。
Mk.II
砲塔の搭載砲を3インチ榴弾砲、車体砲を2ポンド砲と搭載位置を入れ換え、近接支援能力向上を図った型。数両が製作されたのみ。従来は副砲の3インチ榴弾砲を取り除き、ベサ機銃に交換したタイプを指すとされ、その場合、前述の支援型は「Mk.II CS」と呼ばれる。後にMk.Iと共にMk.III以降の型に更新され、チャーチルARK架橋戦車の改造ベースとなった。
Mk.III
ようやく、6ポンド砲の量産が開始され、6ポンド主砲と砲塔・車体前部に機関銃装備という、最初の計画に沿った型。しかし当初は榴弾が用意されておらず、対戦車砲相手に苦戦を強いられた。Mk.I当時のトランスミッションの初期不良は改善されており、ソ連にも貸与されている。
MK.IV
厚い装甲を溶接したMk.IIIの砲塔は当時のイギリスの工場では製造が難しかったため、鋳造製砲塔に変更した型。ソ連にも貸与されている。
Mk.V
Mk.IIの発展型で、砲塔にQF 95mm榴弾砲を装備したCS（Close Support, 近接支援型）戦車。
Mk.VI
6ポンド砲の砲架を使い米軍の供与する砲弾を使用できるオードナンスQF75mm砲が開発され、これを搭載した型。ようやく徹甲弾と榴弾の両方が一つの砲で使用できるようになった。
Mk.VII
車体設計が大幅に変更された後期型。それまでの12.7mm厚の装甲板を溶接して車体を組み、内側からリベットで増加装甲を留める手間のかかる作り方を改め、全面的に溶接組みを取り入れた。砲塔前面装甲が152mm、車体側面も95mmの一枚板に強化され、A22Fという新たなナンバーが与えられた。しかしその分重量が増えたため、最大速度は20km/hに落下した。
Mk.VIII
Mk.VIIにMk.Vと同じQF 95mm榴弾砲を乗せたCS（Close Support, 近接支援型）戦車。

## 派生型

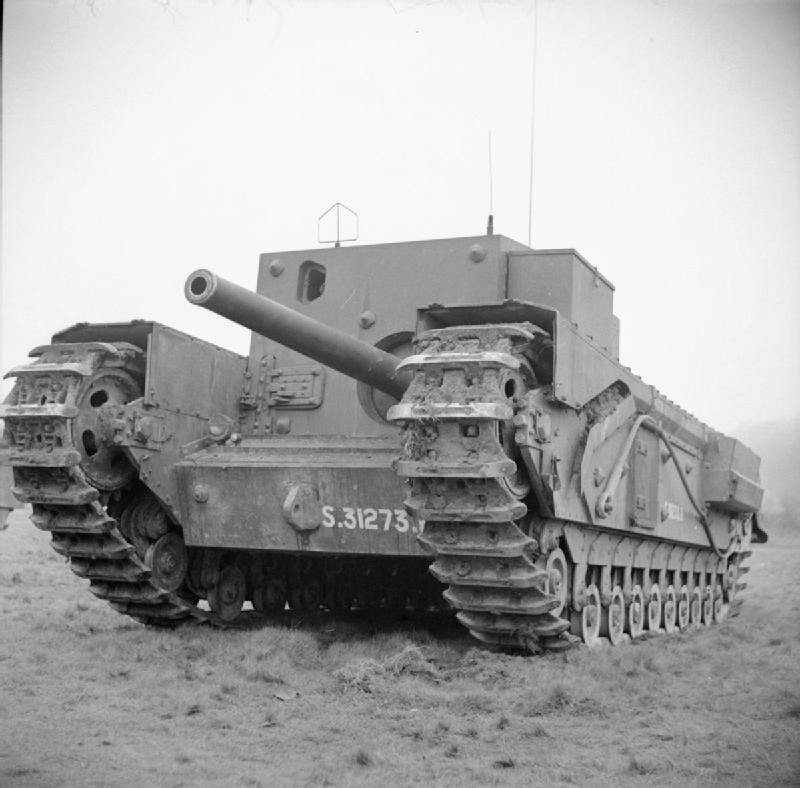
チャーチル3インチガンキャリアー。ドーセット州ラルワースの装甲戦闘車両学校での撮影、1943年3月25日。

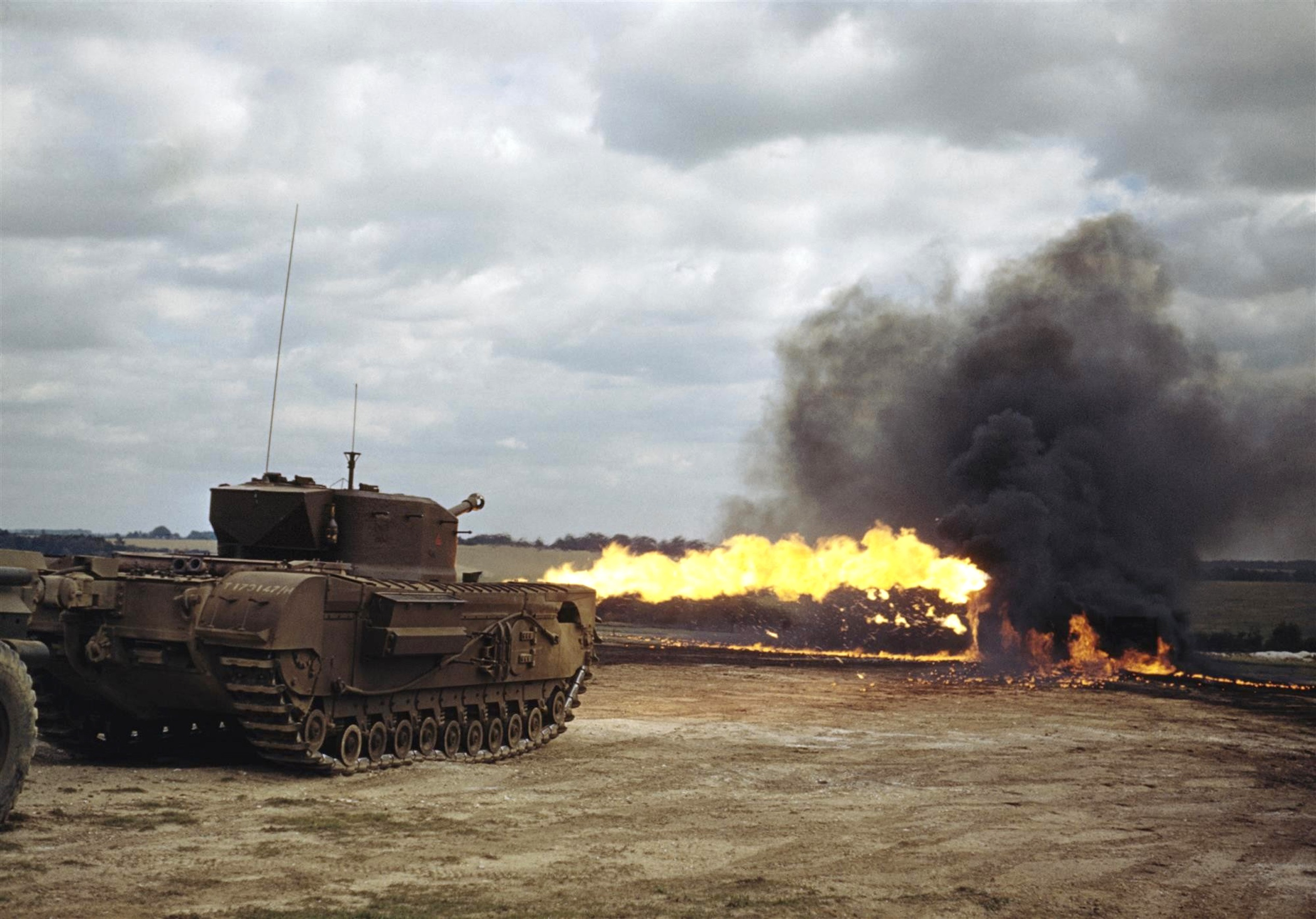
チャーチル・クロコダイルによる火炎放射。

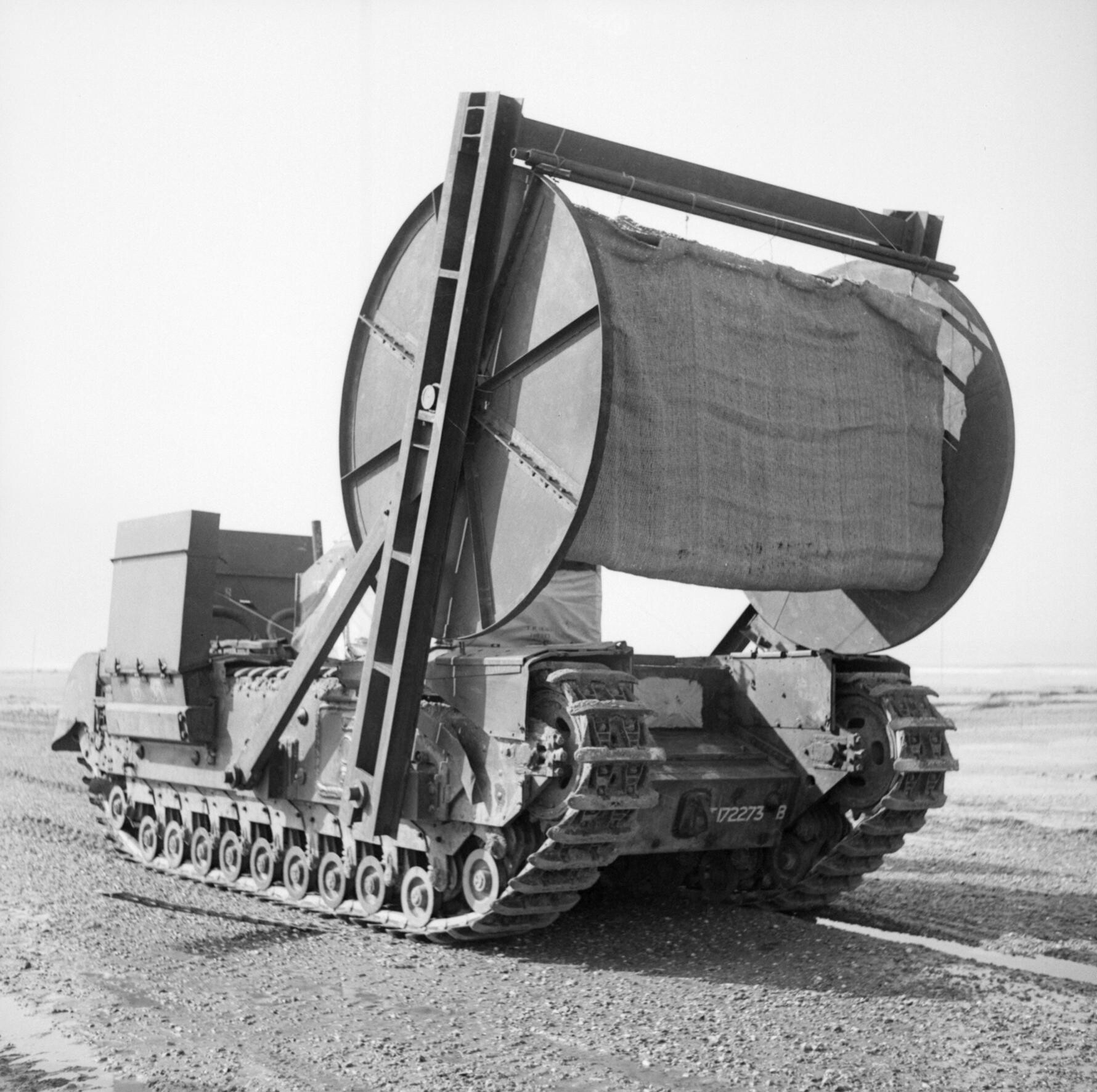
ボビンを搭載したチャーチルAVRE

チャーチルMK.IV NA75 (North Africa 75mm)
チュニジア戦線でチャーチル主砲の欠陥（榴弾が用意されていない）が露呈したため、イタリア戦線の整備部隊の将校の提案で、アメリカから供与されていたシャーマンの損傷車輛から防盾ごと取り外した75mm砲をMK.IVの砲塔に上下逆に移植したもの。シャーマンとチャーチルでは砲手と装填手の位置が逆になるので、砲尾を左右反転させるためであった。また、砲塔後部にカウンターウェイトを追加している。チャーチルはシャーマンよりも車体が大きいため、安定性が増し射程が延びるなどテスト結果は良好で、200両ほど改造され、主にイタリア戦線で活躍した。
チャーチル3インチ ガンキャリア（A22D）
1941年9月に対戦車戦闘能力の高い大口径砲搭載が計画され、固定戦闘室に3インチ高射砲を搭載した駆逐戦車型。翌年2月に試作車完成、24輌が生産されたが実戦投入されていない。
スーパーチャーチル（A43 ブラック・プリンス）
ドイツのV号戦車パンター・VI号戦車の登場で、6ポンド砲では太刀打ちできなくなり、17ポンド砲を搭載し車体と履帯の幅を増した発展型。最大速度17.7km/hと鈍足で、センチュリオンの量産開始で、試作6輌のみで計画は中止。
チャーチル･オーク
火炎放射戦車。Mk.IIに、ユニバーサルキャリアの火炎放射型ワスプに搭載されていた、ロンソン火炎放射装置の改良型を搭載した物。火炎放射用燃料は後部の車外タンクに積まれている。ディエップの戦いに3輌が投入されたが、揚陸艦ごと沈められ活躍できずに終わった。
チャーチル･クロコダイル
より改良された 火炎放射戦車。Mk.VIIの前方機関銃の代わりに火炎放射器を乗せ、後ろに火炎放射用燃料を積んだ2輪トレーラーを引いている。主砲も持っており普通の戦車としても使える。最大射程は100mを超え、ドイツ軍の恐怖と憎悪の対象になった。そのためドイツ兵に捕らえられた本車乗員がその場で殺害される事もあったという。
チャーチルAVRE

トーチカ等の障害物を破壊する290mmペタード臼砲を装備した戦闘工兵車型。
大戦中にチャーチルMk.III/MK.IVベースのAVREが開発され、戦後にはチャーチルMk.VIIベースでロイヤル・オードナンス L9 165mm破砕砲を搭載するモデルが開発された。
コンガ
地雷原開削用ロケット弾を搭載した装軌式トレーラーを牽引した型。
スネーク
爆薬筒を搭載した型。
オニオン
要塞の防壁に直接爆薬を取り付ける型。
ゴート
高所の障害物に爆薬を仕掛ける型。
カーペットレイヤー「ボビン」
軟弱地に厚手の絨毯を展張して道を設営する。丸太製カーペットを展開する「ログ」も存在する。
ファッシーンズ
対戦車壕等の穴に粗朶（そだ）束を落とし道を開く型。“ファッシーンズ（Fascines）”とは束ねた粗朶の意。
チャーチル架橋戦車(SBG)
チャーチルの車体に18mの戦車橋を乗せたもの。派生形としてARKが存在する。

チャーチルARV
装甲回収車型。

## 運用国
- イギリス - 退役後、センチュリオンに更新された。ほとんどが1952年頃までに退役したが、架橋戦車型は1970年代まで使用されていた例がある。
- オーストラリア - 退役後、センチュリオンに更新。
- カナダ - 退役後、センチュリオンに更新
- アイルランド - 退役後、コメット巡航戦車に更新
- ポーランド - 1947年に退役。
- ソビエト連邦 - レンドリース法によって供給された。IS-3およびT-10に更新
- イラク - 退役後、センチュリオンに更新[6]。2003年のイラク戦争後、残存車両がアメリカ軍に発見された[7]。
- ヨルダン - 詳細は不明だが使用された写真が残されている[8]。

## 登場作品

### アニメ
『ガールズ&パンツァー』
聖グロリアーナ女学院の使用戦車としてMk.VIIが登場。隊長のダージリンとアッサム、オレンジペコが搭乗する。
『ガールズ&パンツァー 劇場版』
聖グロリアーナ女学院の使用戦車としてMk.VIIがエキシビションマッチ、大学選抜戦に出場。エキシビジョンマッチではフラッグ車を務め、大学選抜戦ではタンポポ中隊の副隊長車として参戦している。

### ゲーム
『R.U.S.E.』
イギリスの重戦車として本車が、重突撃砲としてAVRE型が登場。
『War Thunder』
イギリス陸軍の重戦車としてMk.I、MK.III、Mk.VII、3インチ ガンキャリア、クロコダイル、ブラックプリンスが登場。また、ドイツ陸軍の重戦車としてMK.III（鹵獲仕様）が登場。
『World of Tanks』
イギリス車両として、Mk.I、Mk.VII、ブラックプリンス、チャーチル3インチ ガンキャリアが開発可能。イギリスからレンドリースされたソ連車両として、Mk.IIIが購入できた。
『World of Tanks Blitz』
イギリス車両として、Black Prince、Churchill Gun Carrier 、Churchill I 、Churchill III、Churchill Mk. VI、Churchill VII、Churchill Wが開発可能。こちらもイギリスからレンドリースされたソ連車両としてMk.IIIが購入できる。
『トータル・タンク・シミュレーター』
イギリスの重戦車としてMk.VIIがCHURCHILLとして登場。火炎放射戦車としてもクロコダイルがCHURCHILLとして登場。また、英国とポーランドにブラックプリンスも登場。
『バトルフィールドV』
イギリス軍の重戦車としてMk.VIIが登場する。史実と同様速度は遅いが強力な防御力を兼ね備えている。また、分隊ポイントを消費して火炎放射戦車のチャーチル・クロコダイルも使用できる。こちらも史実と同様速度は遅いものの防御力は高く、主砲も装備しているため戦車戦でも有効。さらに、対戦車自走砲のチャーチルガンキャリアも使用でき、主砲の威力は本家を上回る。
『パンツァーフロント』
Mk.VIIが登場。
『虫けら戦車』
ゲーム中ではチャーチルではなく「A22」の名で登場する。